# Lingua dei segni internazionale
La lingua dei segni internazionale (ISL, International Sign Language), detta anche Signuno o Gestuno, è una lingua dei segni sviluppata dalla World Federation of the Deaf negli anni '50, per permettere la comunicazione tra persone sorde anche se di diversa nazionalità, e quindi usanti diverse lingue dei segni. 
Anche se durante i congressi organizzati dalla Federazione Mondiale dei Sordi, a partire dal 1951, i partecipanti erano in grado di comunicare tra loro e condurre molte delle attività previste dal programma pur provenendo da diversi Paesi, è stato deciso di codificare una lista di segni "internazionali", che facilitasse il superamento delle barriere linguistiche. A questo scopo fu creata una Commissione Internazionale di esperti della Federazione Mondiale dei Sordi che nel 1975 pubblicò il volume intitolato Gestuno. International Sign Language of the Deaf / Langage Gestuel International des Sourds, in cui erano stati selezionati circa 1500 segni spontanei e più usati dai sordi di diversi Paesi.

Trattandosi di una proposta esclusivamente lessicale, negli anni 2000 Gestuno è stato utilizzato, talvolta, in contesti di incontri internazionali, senza però acquisire mai le caratteristiche di una vera e propria lingua.